# Bullenbeisser

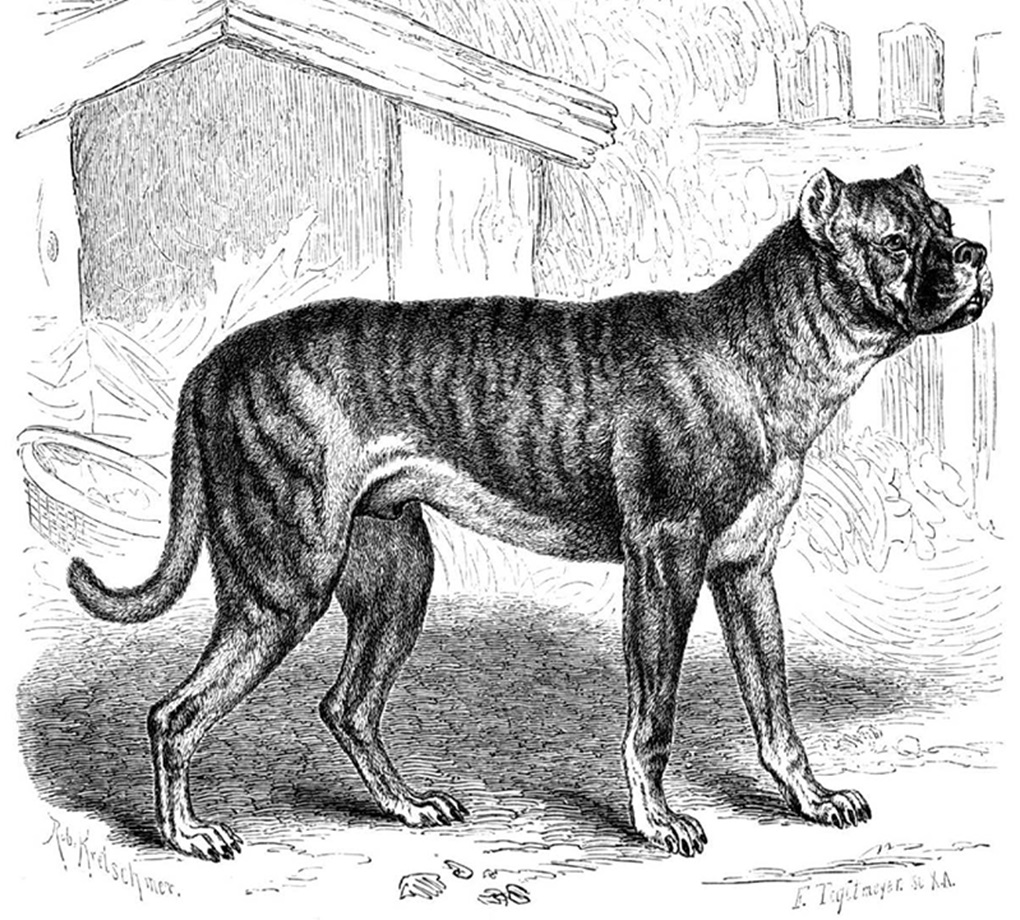
Bullenbeisser

Bullenbeissern, som oftast kallades för den tyska bulldoggen och som härstammade från Tyskland, var en hundras av molossertyp som nu är utdöd. Den var känd för sin styrka och rörlighet. Rasen har mycket gammalt ursprung. Det fanns olika varianter, som den större Danziger Bullenbeisser och den något mindre Brabanter Bullenbeisser.